# ماتياس مولر
ماتياس مولر (بالألمانية: Matthias Müller)‏ (18 أكتوبر 1954 درسدن ألمانيا - ) هو لاعب كرة قدم ألماني، شارك في الألعاب الأولمبية الصيفية 1980.

## وصلات خارجية
ماتياس مولر على موقع قاعدة بيانات كرة القدم.إي يو (الإنجليزية)
- ماتياس مولر على موقع بيانات كرة القدم. دي إي (الألمانية)
- ماتياس مولر على موقع ناشيونال فوتبول تيمز (الإنجليزية)
- ماتياس مولر على موقع عالم كرة القدم.نت (الإنجليزية)
- ماتياس مولر على موقع أوليمبيديا (الإنجليزية)